# パリ条約 (1918年)
パリ条約（パリじょうやく、フランス語: Traité de Paris）、または正式名称で保護友好条約（ほごゆうこうじょうやく、フランス語: Traité d'amitié protectrice）は、1918年7月17日にパリで締結された、フランス第三共和政とモナコ公国の間の条約。フランス外務大臣ステファン・ピションとモナコ大公アルベール1世の代表バルニー・ダヴリクール伯爵（Balny d'Avricour）の間で締結された。条約は1861年のフランス・モナコ条約を改正し、フランスとその保護国であるモナコの関係を定めた。2002年に締結された条約で再び改正された。

## 背景
フランスとモナコの関係は第一次世界大戦の終わりも近い1918年におきたモナコの継承危機によって暗雲が垂れ込めた。モナコ公位の推定相続人ルイには嫡出子がなく、ルイの次の相続人はウラッハ公ヴィルヘルム2世だった。モナコ公にドイツ系の王子がつくことはフランスに受け入れがたく、フランスは介入を決めた。

## 条約の内容
条約は7条項からなる。フランスが相続規則に介入したほか、第2条では「モナコ公国の国際関係に関する措置は必ずモナコ政府とフランス政府の合意を事前に得ていなければならない」ことが定められた。

## その後
条約は秘密条約であり、1919年のパリ講和会議でようやく公にされた。1919年6月28日のヴェルサイユ条約でも、第436条でこのパリ条約を再確認した。
継承危機自体は1919年にルイと非嫡出子のシャルロット・ド・モナコが養子縁組を行ったことで一応の解決を見た。